# 8381 Hauptmann
A 8381 Hauptmann (ideiglenes jelöléssel 1992 SO24) a Naprendszer kisbolygóövében található aszteroida. Freimut Börngen fedezte fel 1992. szeptember 21-én.